# Tamara Isserlis
Pour les articles homonymes, voir Isserlis.
Tamara Isserlis (ou Tamara Denise Isserlis), née le 17 avril 1918 à Saint-Cloud (Hauts-de-Seine) et morte en novembre 1942 à Auschwitz, est une jeune française juive, arrêtée et déportée à Auschwitz.

## Biographie
Tamara Isserlis est née le 17 avril 1918 à Saint-Cloud (Hauts-de-Seine). Ses parents sont des Juifs russes émigrés en France au début du siècle et naturalisés français. Sa mère est médecin. Son père travaille à l'ORT.
En 1940, la famille Isserlis se réfugie à Nice où elle survit à la guerre. Externe en médecine, Tamara Isserlis reste à Paris. Elle est arrêtée le 8 juin 1942 par un officier allemand pour avoir porté le drapeau français sous l'étoile jaune.  Malgré l'intervention de son directeur de thèse Robert Debré, après avoir été internée à la caserne des Tourelles, elle est déportée par le Convoi n°3,  le premier convoi de déportation incluant des femmes, le 22 juin 1942 vers Auschwitz, où elle meurt.
Elle est évoquée en quelques lignes dans le roman de Patrick Modiano, Dora Bruder comme possible camarade d'infortune de cette dernière (elles n'ont pas été déportées par le même convoi). À ce titre, elle est citée dans une thèse de doctorat soutenue le 31 janvier 2020 par Élise Wiener à l'École des hautes études en sciences sociales.

## Œuvre
- Tamara Denise Isserlis, Des formes douloureuses de l'ictère catarrhal chez l'enfant, Paris, Foulon, 1942, 59 p. [10]